# Echemoides argentinus
Echemoides argentinus är en spindelart som först beskrevs av Cândido Firmino de Mello-Leitão 1940.  
Echemoides argentinus ingår i släktet Echemoides och familjen plattbuksspindlar. Inga underarter finns listade i Catalogue of Life.